# Charles Kay Ogden
Charles Kay Ogden (ur. 1 czerwca 1889 we Fleetwood, zm. 21 marca 1957 w Londynie) – pisarz i lingwista brytyjski.

## The Meaning of Meaning
Wraz z I. A. Richardsem, Ogden jest autorem The Meaning of Meaning (London, Routledge & Kegan Paul, 1923), książki wyznaczającej nowy kierunek badań nad językiem jako czynnikiem kształtującym myśl. Dzieło to znajduje się na pograniczu lingwistyki, antropologii i filozofii i jest uznawane za podstawę późniejszego projektu Ogdena. W językoznawstwie znany jest trójkąt Ogdena i Richardsa obejmujący: symbol - znaczenie - desygnat.

## Basic English
W roku 1930 Ogden stworzył Basic English: A General Introduction with Rules and Grammar, uproszczoną odmianę języka angielskiego, zawierającą około 850 słów, realizując w ten sposób marzenia lingwistów i filozofów dotyczące "uniwersalnego języka" (vide: esperanto).

## Tłumaczenia
Ogden jest również znany jako tłumacz: w 1922, współpracując z Frankiem Ramseyem, zaproponował angielską wersję Traktatu logiczno-filozoficznego Ludwiga Wittgensteina.